# Experiment COMPASS
Experiment COMPASS (Common Muon and Proton Apparatus for Structure and Spectroscopy), nebo také experiment NA58, byl stejnojmennou skupinou ("kolaborací") navržen a schválen CERNem v roce 1997. Kolaboraci tvoří 220 fyziků ze 13 různých zemí, včetně 28 univerzit a výzkumných institucí. Experimentální hala COMPASSu se nachází ve francouzské části CERNu, poblíž Prévessin-Moëns.
Experiment COMPASS se věnuje především zkoumání spinové struktury nukleonů a hadronové spektroskopii. Tento experiment využívá svazkovou dráhu M2, která poskytuje hadrony a miony, jež se produkují nárazem protonového svazku z SPS (Super Proton Sychotron) na terč. Interakcí vyprodukované částice letí díky zachování hybnosti v úzkém kuželu kolem směru původního paprsku. Proto je možné detektory umístit za sebe, na rozdíl od jiných experimentů, kde musí být detektory umístěny okolo interakčního bodu. Díky umístění detektorů za sebou v sendvičovém uspořádání je možné upravovat rozložení pro různé typy měření. Celé experimentální zařízení od terče až po poslední detektor má délku přibližně 60 metrů.